# Pogonioefferia mesquite
Pogonioefferia mesquite là một loài ruồi trong họ Asilidae. Pogonioefferia mesquite được Bromley miêu tả năm 1951. Loài này phân bố ở vùng Tân Bắc giới.